# Epenwöhrden
Epenwöhrden er en by og kommune i det nordlige Tyskland, beliggende i Amt Mitteldithmarschen i den centrale del af Kreis Dithmarschen. Kreis Dithmarschen ligger i den sydvestlige del af delstaten Slesvig-Holsten.

## Geografi
Epenwöhrden ligger i marsken mellem Meldorf og Heide ved Bundesstraße 5. Dithmarschens midtpunkt er faslagt til at ligge i Epenwöhrden (mere præcist i Epenwöhrdenermoor).
Ud over Epenwöhrden, ligger i kommunen bebyggelserne Dehling, Epenwöhrdenerfeld samt Epenwöhrdenermoor.

### Nabokommuner
Nabokommuner er (med uret fra nord) kommunerne Hemmingstedt og Nordhastedt, byen Meldorf samt kommunen Nordermeldorf (alle i Kreis Dithmarschen).